# Scandix fedtschenkoana
Scandix fedtschenkoana är en flockblommig växtart som beskrevs av Koso-pol. Scandix fedtschenkoana ingår i släktet nålkörvlar, och familjen flockblommiga växter. Inga underarter finns listade i Catalogue of Life.